# بوشعيب عروب
بوشعيب عروب من مواليد منطقة الكفاف ضواحي مدينة خريبكة، وهو ضابط سام من رتبة جنرال دو كور دارمي (فريق أول) بصفوف القوات المسلحة الملكية و رئيس المكتب الثالث في القيادة العامة للجيش منذ تعينه سنة 1988 ، يعد واحدا من بين أهم المختصين في مجال التوثيق والبحث العسكري في القوات المسلحة الملكية. عينه القائد الأعلى ورئيس أركان الحرب العامة للقوات المسلحة المغربية الملك محمد السادس في 13 يونيه 2014 مفتشا عاما للقوات المسلحة الملكية، وقائدا للمنطقة الجنوبية خلفا للجنرال عبد العزيز بناني.
اعفي من مهامه يومه 17 يناير 2017 بسبب تقدمه في السن وتعيين الجنرال دو ديفيزيون عبد الفتاح الوراق خلفا له. 

## معلومات حوله
يعتبر الجنرال واحدا من جيل الضباط الأوائل في القوات المسلحة الملكية إلى جانب عمر وأوفقير والدليمي و البعدين عن الأضواء.
بدأ حياته العسكرية سنة 1966 برتبة كابتان (نقيب) بالقاعدة العسكرية في بن جرير.
ليست هناك معلومات كثيرة متعلقة بالجنرال بوشعيب عروب، نظرا لقلة ظهوره على الساحة الاعلامية. المعلومات الأكيدة حوله أنه أنيط بمهام قيادة المكتب الثالث بحكم خبراته التي اكتسبها خلال دراسته في المدارس الحربية الفرنسية التي تم تكوينه بها. كما تربطه علاقات متميزة بالجنرالات الفرنسيين والإسبان، ما أهله لشغل منصب مهم في لجنة التاريخ العسكري في حوض البحر الأبيض المتوسط.

## مناصبه
شغل الجنرال عدة مهام مند تعينه بالمكتب التالث منها دراسة مشاريع الصفقات العسكرية قبل إحالتها على القائد الأعلى للقوات المسلحة الملكية، والتنسيق مع المكتب الخامس.كما تحال جميع التقارير المرفوعة من طرف قيادة المنطقة العسكرية الجنوبية على الجنرال عروب الذي يدرسها بمساعدة ضباط في المكتب الثالث مختصين في تحليل المعلومات العسكرية، قبل أن ينسق مع المكتب الخامس ومديرية الدراسات وحفظ المستندات لمناقشة خلاصات التقارير، قبل رفعها إلى القائد الأعلى ورئيس أركان الحرب العامة للقوات المسلحة.
عين في 13 يونيو 2014 مفتشا عاما للقوات المسلحة الملكية، وقائدا للمنطقة الجنوبية خلفا للجنرال عبد العزيز بناني.